# Done (canción)
«Done» (estilizado como «DONE») —en español: «Hecho o Listo»— es el título de una canción grabada por el grupo estadounidense de música country The Band Perry. Fue lanzado en marzo de 2013 como segundo sencillo de su segundo álbum, Pioneer. Neil y Reid Perry coescribió la canción con John Davidson y Jacob Bryant. En 28 de agosto de 2013, la primera semana en la que la canción ya no se clasificó entre los 30 mejores de venta de sencillos digitales país, el sencillo ha vendido 782,000 en los Estados Unidos.
La canción fue nominada a «Music Choice: Break-Up Song» en Teen Choice Awards de 2013, pero perdió frente a «Come and Get It» de Selena Gomez.

## Video musical
El video musical fue dirigido por Declan Whitebloom y se estrenó en abril de 2013. Cuenta con la banda tocando la canción con escenas de corte de la banda jugando una partida de ajedrez humano con otras personas y todos los jugadores que se unen al final.

## Posicionamiento en listas
| Listas (2013)                      | Mejor posición |
| ---------------------------------- | -------------- |
| Canadá (Canadian Hot 100)          | 48             |
| Canada Country (Billboard)         | 1              |
| Estados Unidos (Billboard Hot 100) | 43             |
| Country Airplay (Billboard)        | 1              |
| Estados Unidos (Hot Country Songs) | 8              |

### Posición fin de año
| Listas (2013)                                | Posición |
| -------------------------------------------- | -------- |
| Estados Unidos Country Airplay (Billboard)   | 9        |
| Estados Unidos Hot Country Songs (Billboard) | 21       |